# Ginástica artística nos Jogos Olímpicos de Verão de 2016 - Barras paralelas

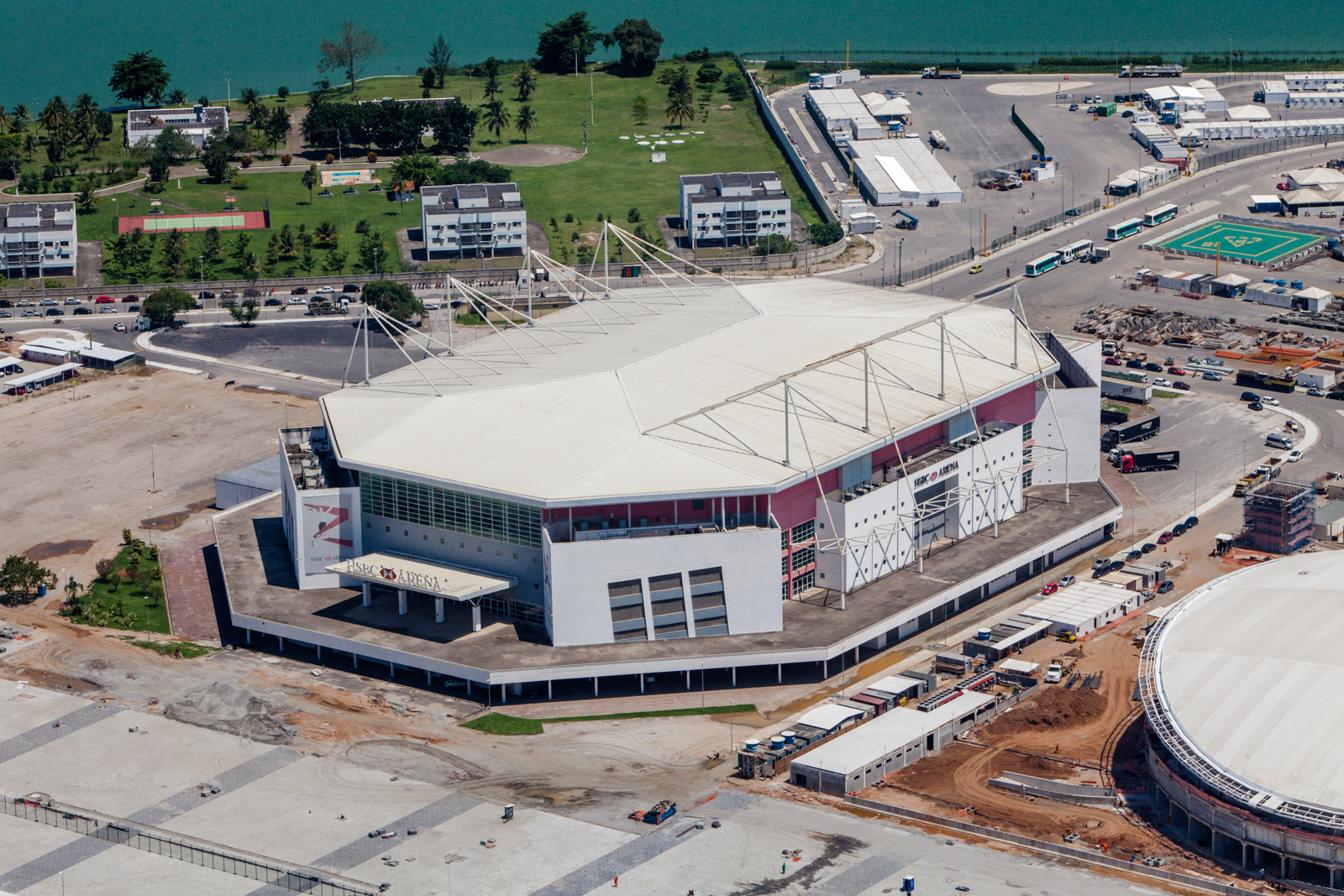
Arena Olímpica do Rio

A final masculina das barras paralelas da ginástica artística nos Jogos Olímpicos de Verão de 2016 foi realizada na Arena Olímpica do Rio, em 16 de agosto.

## Medalhistas
| Ouro   | UKR Oleg Vernyayev   |
| Prata  | USA Danell Leyva     |
| Bronze | RUS David Belyavskiy |

## Qualificatória
| Pos. | Ginasta              | Pontos | Nota |
| ---- | -------------------- | ------ | ---- |
| 1    | UKR Oleg Vernyayev   | 16.166 | Q    |
| 2    | RUS David Belyavskiy | 15.933 | Q    |
| 3    | CHN Deng Shudi       | 15.800 | Q    |
| 4    | CUB Manrique Larduet | 15.766 | Q    |
| 5    | CHN You Hao          | 15.733 | Q    |
| 6    | CHN Lin Chaopan      | 15.700 |      |
| 7    | USA Danell Leyva     | 15.600 | Q    |
| 8    | JPN Ryōhei Katō      | 15.500 | Q    |
| 9    | ROU Andrei Muntean   | 15.466 | Q    |
| 10   | JPN Kohei Uchimura   | 15.466 | R    |
| 11   | GER Marcel Nguyen    | 15.466 | R    |
| 12   | UZB Anton Fokin      | 15.466 | R    |

- Q – Qualificado para a final
- R – Reserva

## Final
| Pos.              | Ginasta              | Nota D | Nota E | Pen. | Total  |
| ----------------- | -------------------- | ------ | ------ | ---- | ------ |
| Medalha de ouro   | UKR Oleg Vernyayev   | 7.100  | 8.941  |      | 16.041 |
| Medalha de prata  | USA Danell Leyva     | 6.900  | 9.000  |      | 15.900 |
| Medalha de bronze | RUS David Belyavskiy | 6.900  | 8.883  |      | 15.783 |
| 4                 | CHN Deng Shudi       | 7.200  | 8.566  |      | 15.766 |
| 5                 | CUB Manrique Larduet | 7.100  | 8.525  |      | 15.625 |
| 6                 | ROU Andrei Muntean   | 6.600  | 9.000  |      | 15.600 |
| 7                 | JPN Ryōhei Katō      | 6.800  | 8.433  |      | 15.233 |
| 8                 | CHN You Hao          | 7.400  | 7.433  |      | 14.833 |